# Violet Stanger
Pour les articles homonymes, voir Stanger.
Violet Stanger, née en 1940 et morte le 6 février 2023, est une femme politique provinciale canadienne de la Saskatchewan. Elle représente la circonscription de Cut Knife-Lloydminster et de Lloydminster à titre de députée du Nouveau Parti démocratique de la Saskatchewan de 1991 en 1999.
Stanger est une supportrice de Paul Dewar lors de la course à la direction du Nouveau Parti démocratique de 2012 au niveau fédéral et de Trent Wotherspoon lors de la course à la direction du NPD de Saskatchewan en 2013.